# Nicolaas Vergunst

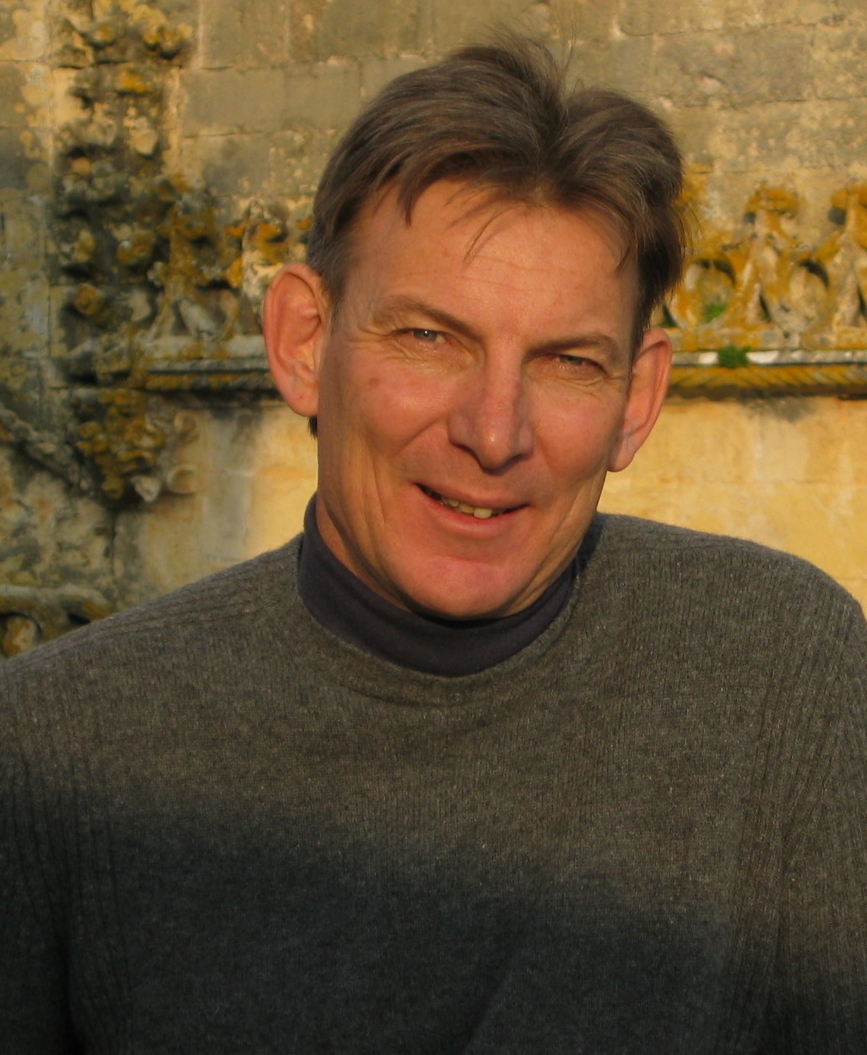
Nicolaas Vergunst

Nicolaas Maartin Vergunst (Kaapstad, 1 september 1958) is een Engelstalige schrijver van Nederlandse en Zuid-Afrikaanse afkomst. Hij is vooral bekend als de auteur van Knot of Stone: the day that changed South Africa's history (Knoop van Steen: de dag die Zuid-Afrika’s geschiedenis voorgoed heeft veranderd).

## Levensloop
Nicolaas Vergunst is een zoon van Nederlandse ouders, die kort na de Tweede Wereldoorlog waren geëmigreerd om een beter leven te zoeken in Zuid-Afrika. Nadat Zuid-Afrika in 1961 uit het Gemenebest was gestapt, raakte het land gaandeweg meer verdeeld door het beleid van apartheid. De spanning tussen Afrikaner nationalisme en Engels liberalisme heeft blijvende invloed gehad op Vergunst, die na de opstand in Soweto in 1976 betrokken raakte bij de anti-apartheidsbeweging.
Vergunst heeft kunst en cultuurgeschiedenis gestudeerd in Stellenbosch en KwaZoeloe-Natal, waarbij hij zich concentreerde op dualisme in westerse tradities.
Na zijn studie richtte hij zich aanvankelijk op kunst, geschiedenis, journalistiek en onderwijs in Hermanus, Grahamstad en Gugulethu, een township buiten Kaapstad.

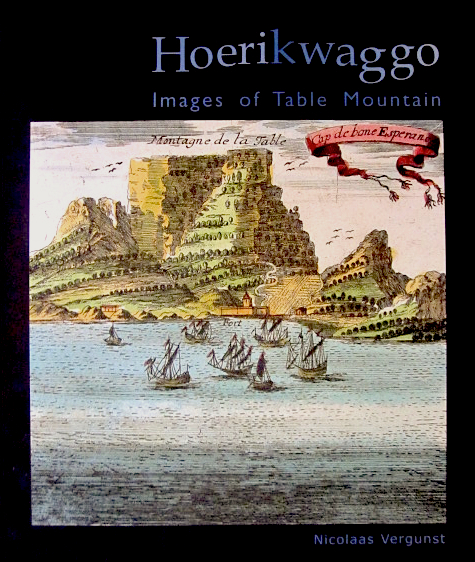
Hoerikwaggo: Images of Table Mountain omslag.

In 1988 ging Vergunst werken bij de South African National Gallery in Kaapstad, later Iziko Museums. Als Hoofd Publicaties maakte hij o.a. de tentoonstelling Hoerikwaggo: Images of Table Mountain over de steeds veranderende voorstelling die Europeanen zich van Zuid-Afrika maakten. Van deze tentoonstelling is ook een boek-catalogus verschenen.
De volgende stap in zijn carrière bij Iziko Museums was als Hoofd Tentoonstellingen, een functie waarin Vergunst intensief samenwerkte met kunstenaars, historici, archeologen en andere wetenschappers.
In 2005 nam Vergunst ontslag om Knot of Stone te schrijven en is hij uit Zuid-Afrika vertrokken. Knot of Stone is in 2011 gepubliceerd door Arena Books in het Verenigd Koninkrijk en de Verenigde Staten.
Nicolaas Vergunst is getrouwd met een Nederlandse diplomate met wie hij in Kaapstad, Kiev, Kinshasa en Straatsburg heeft gewoond. Momenteel wonen zij in Zagreb. Vergunst heeft twee zoons en een dochter uit een eerder huwelijk.

## Verwijzingen
1. ↑  http://www.knotofstone.com/book/
2. ↑  Cobus van Bosch (December 12, 2000). "Tafelberg word metafoor op doek", Die Burger.
3. ↑  Paul Edmunds (Januari 16, 2001). "Hoerikwaggo: Images of Table Mountain", artthrob.
4. ↑  Nicolaas Vergunst (2001). Hoerikwaggo: Images of Table Mountain.

- Bibliothèque nationale de France: cb14584959b (data)
- International Standard Name Identifier: 0000 0000 3932 7829
- Library of Congress Control Number: n2001010502
- Nationale Bibliotheek van Israël: 987007364951005171
- Nederlandse Thesaurus van Auteursnamen: 370882733
- Système universitaire de documentation: 177395362
- Virtual International Authority File: 69176740
- WorldCat: E39PBJqVWbvPrjj6CdDjMFkVYP